# 사사카와 료이치

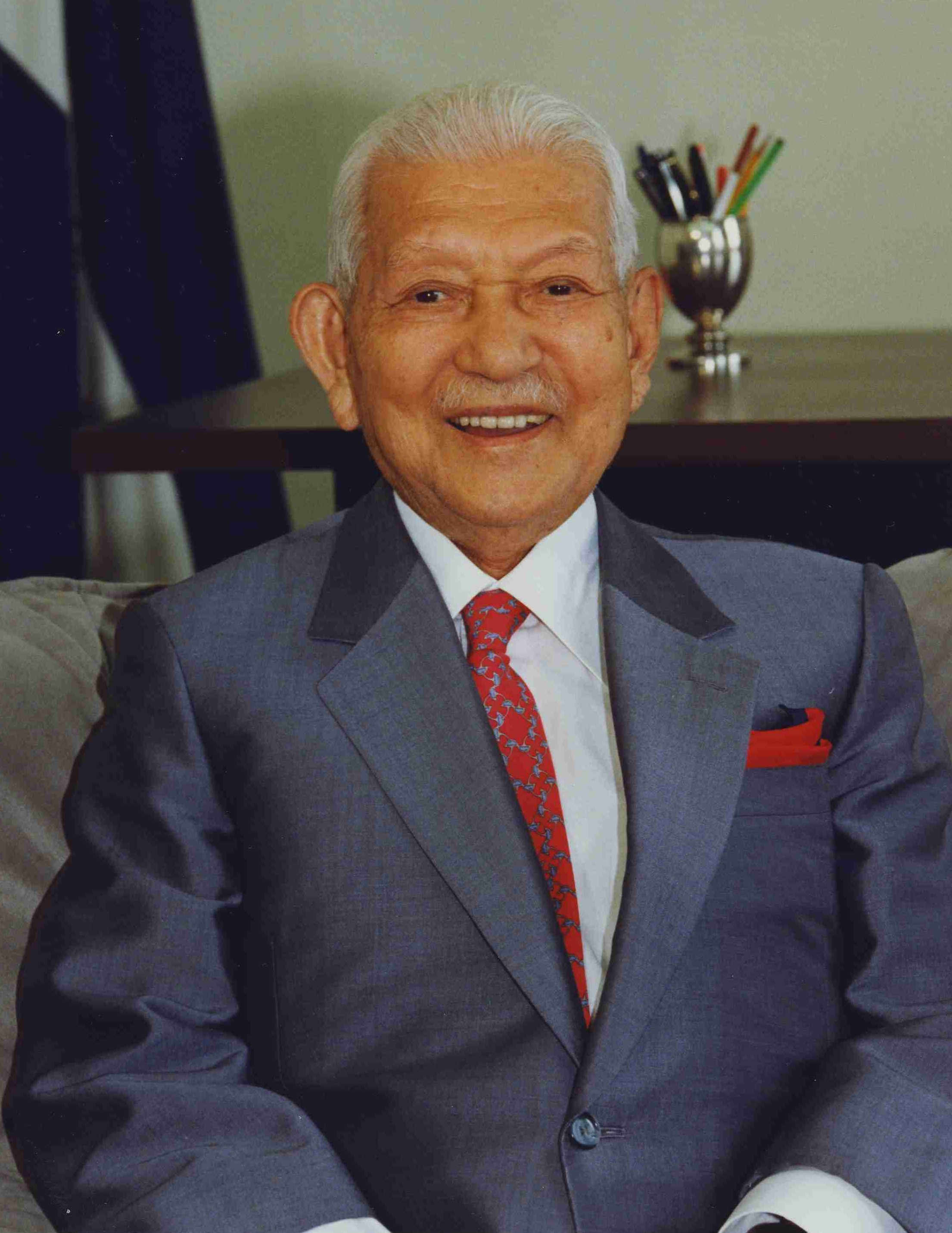
사사카와 료이치

사사카와 료이치(笹川良一, 1899년 5월 4일 ~ 1995년 7월 18일)는 일본의 정치인, 사회활동가이다. A급 전범 용의자로 체포됐지만 불기소 처분됐다. 우익 단체 국수대중당 총재, 중의원 의원, 일본재단 회장, 후쿠오카공업대학 이사장을 역임했다.
자식은 2남 다카시(尭), 3남 요헤이 등이 있으며 손자는 다카시의 아들 히로요시(博義) 등이 있다.

## 생애
일본 오사카부에서 양조장 장남으로 태어났다. 작가 가와바타 야스나리와는 초등학교 친구였다. 만주에서 마약상으로 왕성한으로 매우 큰 돈을 모았고 귀국하여 1925년 지방 의원으로 정치 활동을 시작했다. 예능 사무소를 운영하는 한편 주식에 손을 대 재산을 모았고, 군에 비행기, 비행장을 헌납했다. 1931년 우익 단체 국수대중당을 결성해 총재에 취임했다. 부하 중 고다마 요시오도 있었던 적이 있다. 이탈리아의 파시스트 베니토 무솔리니의 숭배자로, 단원에게 무솔리니의 파시스트당 제복과 비슷한 검은색 셔츠를 입혔다. 1935년 공갈 혐의로 체포돼 오사카 형무소에 약 4년간 수감됐지만, 최종적으로는 무죄 석방됐다. 1939년 단신으로 비행기를 타고 이탈리아에 건너가 무솔리니와 회견했다. 1942년 총선거에서 도조 히데키 내각의 정책에 반대하는 입장에서 출마해 당선됐다. 이 때 이미 시게미쓰 마모루, 기시 노부스케와 친분이 있었던 것으로 알려졌다. 전후 A급 전범 용의자로 체포돼 스가모 감옥에 3년간 수감됐지만 이후 불기소 결정을 받아 석방됐다. 언론에서 파시스트, 우익으로 불렸다. 석방 후에는 모터보트 경주법 제정에 힘을 쏟았고, 사단법인 일본 모터보트 경주회 설립에 관여했다. 경정 수익금으로 재단법인 일본선박진흥회(현재의 일본재단)를 설립해 환경보호운동과 함께 인류박애운동을 펼쳤는데 전쟁에 대한 반성은 물러선채 박애주의자로 위장한 극우사업가라는 비판을 받았다.

## 같이 보기
- 해양소년단